# Helicoverpa succinea
Helicoverpa succinea är en fjärilsart som beskrevs av Moore 1881. Helicoverpa succinea ingår i släktet Helicoverpa och familjen nattflyn. Inga underarter finns listade i Catalogue of Life.